# Список астероидов
Это список нумерованных малых планет Солнечной системы в порядке нумерации.
По состоянию на июль 2024 года известно более миллиона малых планет: 720 000 нумерованных и 662 207 ненумерованных. Лишь 24 836 малых планет (около 4% от всех нумерованных) имеют собственные названия. Первой безымянной малой планетой является (4596) 1981 QB. Международный астрономический союз признал пять малых планет карликовыми планетами, и ещё сотни карликовых планет могут быть найдены в будущем (см. Список потенциальных карликовых планет).
В Википедии существуют отдельные списки малых планет и комет по физическим свойствам, орбитальным свойствам или условиям их открытия:
- Астероиды и карликовые планеты
  - List of unnumbered minor planets[англ.] — малые планеты, пока ещё не получившие порядковый номер (по состоянию на сентябрь 2015 это около 35 % малых планет).
  - Список транснептуновых объектов — объекты, орбита которых проходит за орбитой Нептуна.
  - List of possible dwarf planets[англ.] — потенциально карликовые, достаточно массивные малые планеты для создания своего поля тяготения.
  - Список выделяющихся астероидов — исключительные астероиды, с высоким склонением, относительно крупные, слишком быстро или слишком медленно вращающиеся и т. д.
  - List of minor planets and comets visited by spacecraft[англ.] — малые планеты или кометы в точке наблюдения или рядом с космическими аппаратами.
  - Спутники астероидов — астрономические объекты, вращающиеся по орбитам вокруг малых планет как их естественные спутники.
- Кометы
  - Список короткопериодических комет — перечень нумерованных комет, имеющих орбитальный период менее 200 лет.
  - Список гиперболических комет — кометы из облака Оорта, имеющие достаточную орбитальную скорость, чтобы покинуть Солнечную систему.

## Соглашения о нумерации и именовании
Астероиды после их открытия, как правило, получают временное обозначение (например, 1989 AC), затем порядковый номер, и в заключение необязательное название.
В настоящее время астероид получает порядковый номер только после того, как наблюдался несколько раз как минимум в 4 противостояниях. Астероиды, орбиты которых пока ещё точно не известны, обозначают предварительно. Этому правилу не обязательно следовали в прежние времена, и некоторые астероиды получили номер, но были потеряны. Все такие объекты сейчас переоткрыты; последним из них был астероид (719) Альберт в 2000 году. Таким образом, все малые планеты с собственными номерами в настоящее время имеют точно известную орбиту.
Только после того, как астероид получит номер, ему может быть присвоено собственное название. Обычно у первооткрывателей есть до 10 лет для выбора названия; некоторые астероиды остаются безымянными. Особенно с конца XX века в связи с крупномасштабными автоматизированными программами поиска астероидов, подобными LINEAR, темпы открытий возросли настолько, что, вполне вероятно, подавляющее большинство малых планет никогда не получит своих имён.
По указанным выше причинам последовательность нумерации астероидов лишь приблизительно совпадает с хронологической последовательностью их открытия. В исключительных случаях, например, для «потерянных» астероидов, несоответствие может быть значительным: так, астероид с большим номером (69230) Гермес первоначально был открыт в 1937 году, но затем был потерян до 2003 года. Только после того, как он был заново открыт и установлена его орбита, ему был присвоен номер.

## Астероиды 1—10000
| Астероиды 1—10000 |           |           |           |           |           |           |           |           |            |
| 1—100             | 1001—1100 | 2001—2100 | 3001—3100 | 4001—4100 | 5001—5100 | 6001—6100 | 7001—7100 | 8001—8100 | 9001—9100  |
| 101—200           | 1101—1200 | 2101—2200 | 3101—3200 | 4101—4200 | 5101—5200 | 6101—6200 | 7101—7200 | 8101—8200 | 9101—9200  |
| 201—300           | 1201—1300 | 2201—2300 | 3201—3300 | 4201—4300 | 5201—5300 | 6201—6300 | 7201—7300 | 8201—8300 | 9201—9300  |
| 301—400           | 1301—1400 | 2301—2400 | 3301—3400 | 4301—4400 | 5301—5400 | 6301—6400 | 7301—7400 | 8301—8400 | 9301—9400  |
| 401—500           | 1401—1500 | 2401—2500 | 3401—3500 | 4401—4500 | 5401—5500 | 6401—6500 | 7401—7500 | 8401—8500 | 9401—9500  |
| 501—600           | 1501—1600 | 2501—2600 | 3501—3600 | 4501—4600 | 5501—5600 | 6501—6600 | 7501—7600 | 8501—8600 | 9501—9600  |
| 601—700           | 1601—1700 | 2601—2700 | 3601—3700 | 4601—4700 | 5601—5700 | 6601—6700 | 7601—7700 | 8601—8700 | 9601—9700  |
| 701—800           | 1701—1800 | 2701—2800 | 3701—3800 | 4701—4800 | 5701—5800 | 6701—6800 | 7701—7800 | 8701—8800 | 9701—9800  |
| 801—900           | 1801—1900 | 2801—2900 | 3801—3900 | 4801—4900 | 5801—5900 | 6801—6900 | 7801—7900 | 8801—8900 | 9801—9900  |
| 901—1000          | 1901—2000 | 2901—3000 | 3901—4000 | 4901—5000 | 5901—6000 | 6901—7000 | 7901—8000 | 8901—9000 | 9901—10000 |